# When a Queen Loved O'Rourke
When a Queen Loved O'Rourke  è un cortometraggio muto del 1915 diretto da Otis Turner.
È il secondo episodio del serial cinematografico The New Adventures of Terence O'Rourke ed è conosciuto anche con il titolo seriale The New Adventures of Terence O'Rourke #2: When a Queen Loved O'Rourke.

## Produzione
Il film fu prodotto dall'Universal Film Manufacturing Company.

## Distribuzione
Distribuito dall'Universal Film Manufacturing Company, il film - un cortometraggio in due bobine - uscì nelle sale cinematografiche USA il 29 novembre 1915.
Episodi della serie
1. The Inn of the Winged Gods (primo episodio della serie), regia di Jacques Jaccard (1914)
2. When a Queen Loved O'Rourke (secondo episodio della serie), regia di Otis Turner (1915)
3. The Road to Paradise (terzo episodio della serie), regia di Otis Turner (1915)